# Clément Lenglet
Clément Nicolas Laurent Lenglet (Beauvais, 17 juni 1995) is een Frans voetballer die doorgaans speelt als centrale verdediger. In juni 2025 verruilde hij FC Barcelona voor Atlético Madrid. Lenglet maakte in 2019 zijn debuut in het Frans voetbalelftal.

## Clubcarrière

### AS Nancy
Lenglet speelde in de jeugd van AMS Montchevreuil en US Chantilly, alvorens hij in 2010 terechtkwam in de opleiding van AS Nancy. Drie jaar daarna maakte de verdediger zijn professionele debuut in het eerste elftal. Op 27 september 2013 werd in de Ligue 2 met 0–0 gelijkgespeeld tegen Arles-Avignon. Na tweeëndertig minuten kwam Lenglet als invaller voor Rémi Walter binnen de lijnen en in de rust werd hij weer gewisseld voor Lossémy Karaboué.
Vanaf het seizoen 2014/15 kwam hij steeds vaker in actie in competitieverband. Op 29 januari 2016 kwam Lenglet voor de eerste maal tot een officieel doelpunt. In de drieënzestigste minuut tekende de centrumverdediger voor de 1–1 tegen Clermont Foot. Uiteindelijk zou Nancy met 3–1 winnen. In het seizoen 2015/16 kroonde Lenglet zich met Nancy tot kampioen, waardoor promotie naar de Ligue 1 bereikt werd. In seizoen 2016/17 speelde de Fransman achttien wedstrijden op het hoogste niveau, voor hij in de winterstop vertrok.

### Sevilla
Op 4 januari 2017 vertrok Lenglet naar Sevilla waar hij zijn handtekening zette onder een verbintenis voor de duur van vierenhalf jaar. Met de overgang was circa vijf miljoen euro gemoeid. Op 12 januari 2017 debuteerde hij voor zijn nieuwe ploeg, in de achtste finale van de Copa del Rey tegen Real Madrid (3–3). Op 29 januari 2017 volgde zijn competitiedebuut tegen Espanyol. Nadat Pareja al in de tweede minuut een strafschop veroorzaakte en een rode kaart te zien kreeg, verving Lenglet in de zevende minuut Ben Yedder. De wedstrijd werd uiteindelijk met 3–1 verloren. Op 22 februari 2017, in de achtste finale van de Champions League tegen Leicester City (2–1), speelde Lenglet zijn eerste internationale wedstrijd. Lenglet maakte zijn eerste doelpunt voor Sevilla in de eerste competitiewedstrijd van het seizoen 2017/18 tegen Espanyol. De wedstrijd eindigde in een 1–1 gelijkspel. 
Op 1 november 2017 was Lenglet met een kopbal verantwoordelijk voor het openingsdoelpunt tegen Spartak Moskou in de groepsfase van de Champions League. Dit was zijn eerste internationale doelpunt. In de Champions League bereikte Sevilla de kwartfinale, waarin Rojiblancos werd uitgeschakeld door Bayern München. In de Copa del Rey werd de finale gehaald, waarin FC Barcelona met 0–5 te sterk was.

### FC Barcelona
In juli 2018 verkaste de centrumverdediger naar FC Barcelona, dat circa 35,9 miljoen euro voor hem betaalde. De Fransman zette zijn handtekening onder een verbintenis voor de duur van vijf seizoenen. Op 12 augustus 2018 debuteerde hij voor Barcelona tegen zijn vorige club Sevilla in strijd om de Supercopa de España. Hij speelde de volledige wedstrijd en Barcelona won met 2–1, waardoor Lenglet direct zijn eerste prijs met zijn nieuwe club won. Op 2 september 2018 speelde hij zijn eerste wedstrijd in de Primera División in het shirt van Barcelona, nadat hij Samuel Umtiti verving bij een 8–2 thuisoverwinning tegen SD Huesca. Drie weken later maakte Lenglet ook zijn basisdebuut in de competitie voor Barcelona tegen Girona (2–2). In de eerste helft van deze wedstrijd werd hij echter al van het veld gestuurd met een rode kaart nadat hij een tegenstander raakte met zijn elleboog.
Op 20 april 2019 was Lenglet voor het eerst trefzeker voor Barcelona. Hij scoorde het openingsdoelpunt in de met 2–1 gewonnen competitiewedstrijd tegen Real Sociedad in Camp Nou. In zijn eerste seizoen bij Barcelona speelde Lenglet in elke wedstrijd van de Champions League en de Copa del Rey. In de eerste competitie werd Barcelona uitgeschakeld in de halve finale door de uiteindelijke winnaar Liverpool, in de Spaanse bekercompetitie werd de finale bereikt, waarin Valencia met 1–2 te sterk bleek. In deze finale gaf Lenglet wel de assist bij het doelpunt van Lionel Messi. Barcelona kroonde zich voor de 26ste maal tot kampioen van Spanje. In zijn tweede seizoen bij Barcelona was Lenglet vaak basisspeler. In oktober 2020 verlengde de centrale verdediger zijn contract tot medio 2026.

### Verhuurperiodes
In juli 2022 werd Lenglet voor een seizoen verhuurd aan Tottenham Hotspur. Hij speelde zesentwintig competitiewedstrijden voor Tottenham. Het seizoen erop werd hij opnieuw verhuurd aan een Engelse club, nu aan Aston Villa. Voor deze club kwam hij tot veertien wedstrijden in de Premier League. In augustus 2024 verlengde FC Barcelona het contract van Lenglet tot medio 2027 om zijn salaris over meerdere jaren te spreiden en te verlagen. Vervolgens werd hij direct uitgeleend aan Atlético Madrid.

### Atlético Madrid
Op 9 juni 2025 maakte FC Barcelona bekend dat het contract van Lenglet, dat oorspronkelijk nog twee seizoenen doorliep, in onderling overleg werd ontbonden. Kort daarna tekende hij een contract bij Atlético Madrid, waaraan hij zich tot medio 2028 verbond. Volgens berichten in de media liet Lenglet daarmee een bedrag van circa tweeëndertig miljoen euro aan resterend salaris bij Barcelona lopen.

## Clubstatistieken
| Seizoen | Club                | Competitie       | Competitie | Competitie | Beker | Beker | Europees | Europees | Totaal | Totaal |
| Seizoen | Club                | Competitie       | Wed.       | Dlp.       | Wed.  | Dlp.  | Wed.     | Dlp.     | Wed.   | Dlp.   |
| ------- | ------------------- | ---------------- | ---------- | ---------- | ----- | ----- | -------- | -------- | ------ | ------ |
| 2013/14 | AS Nancy            | Ligue 2          | 3          | 0          | 0     | 0     | —        | —        | 3      | 0      |
| 2014/15 | AS Nancy            | Ligue 2          | 22         | 0          | 4     | 0     | —        | —        | 26     | 0      |
| 2015/16 | AS Nancy            | Ligue 2          | 34         | 2          | 2     | 0     | —        | —        | 36     | 2      |
| 2016/17 | AS Nancy            | Ligue 1          | 18         | 0          | 2     | 0     | —        | —        | 20     | 0      |
| 2016/17 | Sevilla             | Primera División | 17         | 0          | 1     | 0     | 1        | 0        | 19     | 0      |
| 2017/18 | Sevilla             | Primera División | 35         | 3          | 8     | 0     | 11       | 1        | 54     | 4      |
| 2018/19 | FC Barcelona        | Primera División | 23         | 1          | 10    | 1     | 12       | 0        | 45     | 2      |
| 2019/20 | FC Barcelona        | Primera División | 28         | 2          | 3     | 1     | 9        | 1        | 40     | 4      |
| 2020/21 | FC Barcelona        | Primera División | 33         | 1          | 7     | 0     | 8        | 0        | 48     | 1      |
| 2021/22 | FC Barcelona        | Primera División | 21         | 0          | 0     | 0     | 6        | 0        | 27     | 0      |
| 2022/23 | → Tottenham Hotspur | Premier League   | 26         | 0          | 2     | 0     | 7        | 1        | 35     | 1      |
| 2023/24 | → Aston Villa       | Premier League   | 14         | 0          | 3     | 0     | 8        | 0        | 25     | 0      |
| 2024/25 | → Atlético Madrid   | Primera División | 23         | 2          | 4     | 1     | 7        | 0        | 34     | 3      |
| 2025/26 | Atlético Madrid     | Primera División | 0          | 0          | 0     | 0     | 0        | 0        | 0      | 0      |
| Totaal  | Totaal              | Totaal           | 297        | 11         | 46    | 3     | 69       | 3        | 412    | 17     |

Bijgewerkt op 10 juni 2025.

## Interlandcarrière
Lenglet speelde in de jeugdelftallen –16 t/m –21 van Frankrijk. Met de onder 17 nam hij deel aan het EK onder 17 van 2012. Hij speelde in elke wedstrijd van Frankrijk op dit toernooi.
Op 21 mei 2019 werd Lenglet voor het eerst opgeroepen voor het Frans voetbalelftal door Didier Deschamps voor een vriendschappelijke wedstrijd met Bolivia en kwalificatiewedstrijden voor het EK 2020 tegen Turkije en Andorra. Tegen het laatstgenoemde land debuteerde hij voor de nationale ploeg op 11 juni 2019. Door doelpunten van Kylian Mbappé, Wissam Ben Yedder, Florian Thauvin en Kurt Zouma werd met 0–4 gewonnen. Lenglet mocht van Deschamps in de basis beginnen en hij speelde het gehele duel mee.
Drie maanden later, op 10 september 2019, was hij voor het eerst trefzeker in het shirt van Frankrijk, opnieuw tegen Andorra. Na een doelpunt van Kingsley Coman was de centrumverdediger verantwoordelijk voor de 2–0. Uiteindelijk zorgde Ben Yedder voor de einduitslag: 3–0.
In mei 2021 werd hij door Deschamps opgenomen in de Franse selectie voor het uitgestelde EK 2020. Op het toernooi werd Frankrijk in de achtste finales uitgeschakeld door Zwitserland (3–3, 5–4 na strafschoppen), na in de groepsfase te hebben gewonnen van Duitsland (1–0) en te hebben gelijkgespeeld tegen Hongarije (1–1) en Portugal (2–2). Lenglet speelde mee tegen Zwitserland. Zijn toenmalige teamgenoten Martin Braithwaite (Denemarken), Frenkie de Jong (Nederland), Sergio Busquets, Jordi Alba, Pedri (allen Spanje), Antoine Griezmann en Ousmane Dembélé (beiden eveneens Frankrijk) waren ook actief op het EK.
| Interlands van Clément Lenglet voor Frankrijk | Interlands van Clément Lenglet voor Frankrijk | Interlands van Clément Lenglet voor Frankrijk | Interlands van Clément Lenglet voor Frankrijk | Interlands van Clément Lenglet voor Frankrijk | Interlands van Clément Lenglet voor Frankrijk |
| №                                             | Datum                                         | Wedstrijd                                     | Uitslag                                       | Competitie                                    | Goals                                         |
| Als speler bij FC Barcelona                   | Als speler bij FC Barcelona                   | Als speler bij FC Barcelona                   | Als speler bij FC Barcelona                   | Als speler bij FC Barcelona                   | Als speler bij FC Barcelona                   |
| --------------------------------------------- | --------------------------------------------- | --------------------------------------------- | --------------------------------------------- | --------------------------------------------- | --------------------------------------------- |
| 1                                             | 11 juni 2019                                  | Andorra – Frankrijk                           | 0 – 4                                         | EK 2020 kwalificatie                          |                                               |
| 2                                             | 7 september 2019                              | Frankrijk – Albanië                           | 4 – 1                                         | EK 2020 kwalificatie                          |                                               |
| 3                                             | 10 september 2019                             | Frankrijk – Andorra                           | 3 – 0                                         | EK 2020 kwalificatie                          | 52'                                           |
| 4                                             | 11 oktober 2019                               | IJsland – Frankrijk                           | 0 – 1                                         | EK 2020 kwalificatie                          |                                               |
| 5                                             | 14 oktober 2019                               | Frankrijk – Turkije                           | 1 – 1                                         | EK 2020 kwalificatie                          |                                               |
| 6                                             | 14 november 2019                              | Frankrijk – Moldavië                          | 2 – 1                                         | EK 2020 kwalificatie                          |                                               |
| 7                                             | 17 november 2019                              | Albanië – Frankrijk                           | 0 – 2                                         | EK 2020 kwalificatie                          |                                               |
| 8                                             | 8 september 2020                              | Frankrijk – Kroatië                           | 4 – 2                                         | Nations League 2020/21                        |                                               |
| 9                                             | 7 oktober 2020                                | Frankrijk – Oekraïne                          | 7 – 1                                         | Vriendschappelijk                             |                                               |
| 10                                            | 14 oktober 2020                               | Kroatië – Frankrijk                           | 1 – 2                                         | Nations League 2020/21                        |                                               |
| 11                                            | 11 november 2020                              | Frankrijk – Finland                           | 0 – 2                                         | Vriendschappelijk                             |                                               |
| 12                                            | 28 maart 2021                                 | Kazachstan – Frankrijk                        | 0 – 2                                         | WK 2022 kwalificatie                          |                                               |
| 13                                            | 28 juni 2021                                  | Frankrijk – Zwitserland                       | 3 – 3 (4 – 5 w.n.s.)                          | EK 2020                                       |                                               |
| 14                                            | 7 september 2021                              | Frankrijk – Finland                           | 2 – 0                                         | WK 2022 kwalificatie                          |                                               |
| 15                                            | 13 november 2021                              | Frankrijk – Kazachstan                        | 8 – 0                                         | WK 2022 kwalificatie                          |                                               |
| Als speler bij Atlético Madrid                |                                               |                                               |                                               |                                               |                                               |
| 16                                            | 5 juni 2025                                   | Spanje – Frankrijk                            | 5 – 4                                         | Nations League 2024/25                        |                                               |

Bijgewerkt op 10 juni 2025.

## Erelijst
| Competitie          |          |          |          |          |
| Competitie          | Aantal   | Jaren    |          |          |
| AS Nancy            | AS Nancy | AS Nancy | AS Nancy | AS Nancy |
| ------------------- | -------- | -------- | -------- | -------- |
| Ligue 2             | 1        | 2015/16  |          |          |
| FC Barcelona        |          |          |          |          |
| Primera División    | 1        | 2018/19  |          |          |
| Copa del Rey        | 1        | 2020/21  |          |          |
| Supercopa de España | 1        | 2018     |          |          |